# Angistri
Angistri (grčki: Αγκίστρι) jedan je od Saronskih otoka, koje se nalazi pored otoka Egine u Saronskom zaljevu u Prefekturi Pireju, oko 35 km jugozapadno od luke Pireja i 6 km jugozapadno od otoka Egina.
Otok Angistri je dug šest, a širok do tri kilometra, površine 13.367 km². Brdovit je i pokriven borovom šumom. Najviši vrh doseže visinu od 294 metra.
Na otoku živi 886 stanovnika, prema popisu od 2001., koji žive u tri naselja: Milos, Skala i Limenaria. Milos je glavno naselje gdje živi većina grčke populacije na otoku. Skala je dvadeset minuta hoda od Milosa duž puta uz obalu. U Skali je većina turističkih objekata i hotela. Limenaria je veoma malo naselje na drugoj strani otoka, sa slabo razvijenim turizmom.
Najbliža zračna luka se nalazi u blizini Atene. Iz luke Pirej postoje i redovne trajektne veze s hidrokrilcem ka Agistri i Egini. Između mjesta na otoku, posebno u ljetnjim mjesecima, postoji autobusna veza.

## Galerija
- Panoramska slika iz luke na otoku Angistri.
- Luka i plaže Skale na otoku Angistri
- Panaoramska slika iz luke u Skali.
- Naselje Limenaria

## Vanjske poveznice
|  | Zajednički poslužitelj ima još gradiva o temi Angistri |

- http://www.agistri.gr/ (grč.) (engl.)